# Alex Michelsen
Alex Michelsen (* 25. srpna 2004 Laguna Hills, Kalifornie) je americký profesionální tenista. Ve své dosavadní kariéře na okruhu ATP Tour nevyhrál žádný turnaj. Na challengerech ATP a okruhu ITF získal čtyři tituly ve dvouhře a jeden ve čtyřhře.
Na žebříčku ATP byl ve dvouhře nejvýše klasifikován v lednu 2025 na 36. místě a ve čtyřhře v témže měsíci na 90. místě. Trénují ho Jay Leavitt a Eric Diaz.
V juniorském tenise vyhrál wimbledonskou čtyřhru 2022 s krajanem Sebastianem Gorznym. Již v lednovém deblu Australian Open 2022 skončil jako poražený finalista po boku Paraguayce Daniela Valleja.

## Soukromý život
Narodil se roku 2004 v kalifornském Laguna Hills.  Tenis začal hrát ve třech letech. Má o tři roky staršího bratra Jakea. Oba rodiče hráli univerzitní tenis. Otec, právník Erik Michelsen, na kalifornské Redlandské univerzitě a matka, pedagožka Sondra Michelsenová, získala v roce 1989 cenu Arthura Ashe za leadership a sportovní chování na Státní univerzitě v San Diegu. Za preferovaný povrch uvedl tvrdý, jako silný úder bekhend a oblíbený turnaj Wimbledon.
V roce 2023 byl přijat na Georgijskou univerzitu v Athens. Během srpna 2023, kdy mu bylo osmnáct let oznámil, že před studiem upřednostnil tenis a stal se profesionálem.

## Tenisová kariéra
Na grandslamu debutoval čtyřhrou US Open 2022, do níž s krajanem Sebastianem Gorznym obdrželi divokou kartu. Časnou prohru jim přivodili třináctí nasazení Kolumbijci Juan Sebastián Cabal s Robertem Farahem. V listopadu 2022 vybojoval první tituly na okruhu ITF, když triumfoval v singlu i deblu 15tisícového turnaje v michiganském East Lansingu. Během února 2023 se probojoval do premiérového finále challengeru v georgijském Rome. Poražen z něj odešel od devadesátého třetího hráče žebříčku Jordana Thompsona z Austrálie. Již v úvodním kole vyřadil Němce Dominika Koepfera.

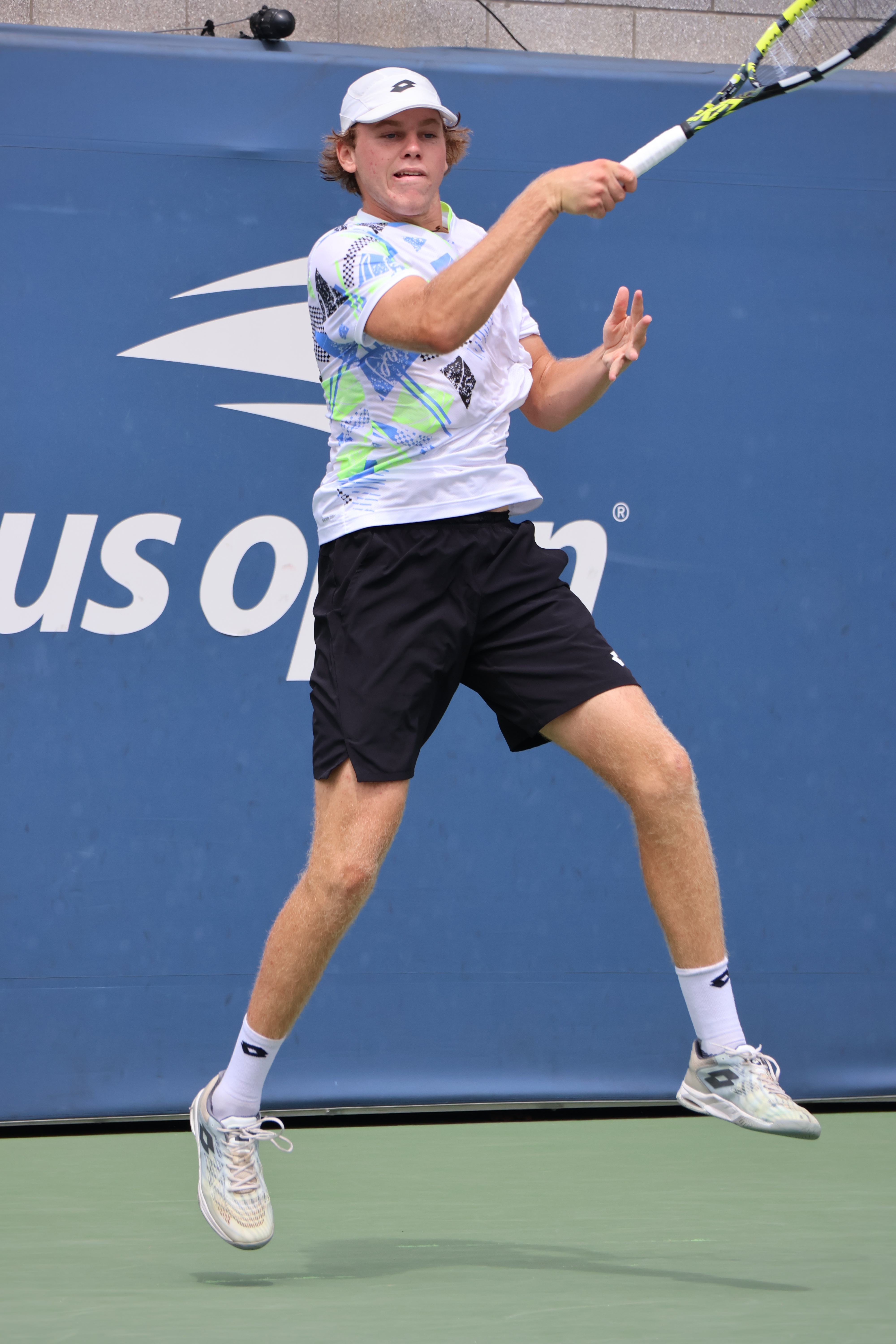
Forhend na US Open 2023, kde si zahrál druhé kolo

Do dvouhry okruhu ATP Tour poprvé zasáhl na travnatém Mallorca Championships 2023, přestože nezvládl kvalifikační kolo s Jihoafričanem Lloydem Harrisem. Po odstoupení Humberta však získal místo v hlavní soutěži, kde jej v třísetové bitvě zdolal krajan Christopher Eubanks z osmé světové desítky. O dva týdny později, na červencovém turnaji v Chicagu, vyhrál první challenger. Ve čtvrtfinále porazil bývalou světovou čtyřku Keie Nišikoriho a v závěrečném klání dalšího zástupce japonského tenisu, Jutu Šimizeho z třetí stovky klasifikace. V 18 letech se stal nejmladším americkým šampionem challengeru od Stefana Kozlova v roce 2016.
V červenci poprvé postoupil do finále turnaje okruhu ATP Tour. Na travnatém Hall of Fame Open 2023 v Newportu vyřadil pátého nasazeného obhájce trofeje Maxima Cressyho, Australana Jamese Duckwortha, turnajovou čtyřku Mackenzieho McDonalda a čtyřnásobného newportského šampiona Johna Isnera. Zápas o titul proti světové osmatřicítce Adrianu Mannarinovi však prohrál. Na túře ATP přitom nastoupil teprve do druhé dvouhry, v níž si připsal první vítězná utkání. Představoval také nejmladšího Američana ve finále okruhu od 18letého Fritze na Memphis Open 2016. Přesně o rok dříve figuroval na 1 081. místě. Po newportském finále se posunul na nové žebříčkové maximum, 140. příčku.
V grandslamové dvouhře poprvé startoval na US Open 2023 díky divoké kartě. Po výhře nad Španělem Albertem Ramosem-Viñolasem, nenašel recept na dvacáté pátého muže pořadí, Chilana Nicoláse Jarryho, přestože získal úvodní dějství. V listopadu se kvalifikoval na prosincový Next Generation ATP Finals 2023 v Džiddě pro osm nejlepších tenistů sezóny do 21  let. Na turnaji nepostoupil ze čtyřčlenné skupiny, když podlehl všem třem soupeřům. V kvalifikačním kole obnoveného Brisbane International 2024 porazil Argentince Diega Schwartzmana. Vstup do singlové soutěže proti Ugu Humbertovi ale nezvládl. Grandslamové maximum si vylepšil třetím kolem na Australian Open 2024, do něhož zasáhl z pozice devadesátého prvního muže klasifikace. Ve druhé fázi vyřadil světovou třiadvacítku Jiřího Lehečku, aby poté soutěž opustil po prohře se světovou šestkou Alexandrem Zverevem.
Člena první světové desítky poprvé porazil na únorovém Los Cabos Open 2024, kde ve druhém duelu přehrál devátého v pořadí Alexe  de Minaura. Ze čtvrtfinále však odešel poražen od pozdějšího vítěze a světové čtyřicítky Jordana Thompsona po divokém průběhu. Utkání s Australanem ztratil, přestože již vedl 6–0 a 3–0, resp. v rozhodující sadě podával za stavu 5–3 na postup. Celkem nevyužil tři mečboly.

## Finále na okruhu ATP Tour
| Legenda                       |
| ----------------------------- |
| D – dvouhra; Č – čtyřhra      |
| Grand Slam (0)                |
| Turnaj mistrů (0)             |
| ATP Tour Masters 1000 (0–1 Č) |
| ATP Tour 500 (0)              |
| ATP Tour 250 (0–3 D)          |

### Dvouhra: 3 (0–3)
| Stav      | č. | datum         | turnaj                       | kategorie | povrch | soupeř ve finále | výsledek           |
| --------- | -- | ------------- | ---------------------------- | --------- | ------ | ---------------- | ------------------ |
| Finalista | 1. | červenec 2023 | Newport, Spojené státy       | ATP 250   | tráva  | Adrian Mannarino | 2–6, 4–6           |
| Finalista | 2. | červenec 2024 | Newport, Spojené státy (2)   | ATP 250   | tráva  | Marcos Giron     | 7–6(7–4), 3–6, 5–7 |
| Finalista | 3. | srpen 2024    | Winston-Salem, Spojené státy | ATP 250   | tvrdý  | Lorenzo Sonego   | 0–6, 3–6           |

### Čtyřhra: 1 (0–1)
| Stav      | č. | datum      | turnaj                    | kategorie | povrch | spoluhráč          | soupeři ve finále          | výsledek |
| --------- | -- | ---------- | ------------------------- | --------- | ------ | ------------------ | -------------------------- | -------- |
| Finalista | 1. | srpen 2024 | Cincinnati, Spojené státy | ATP 1000  | tvrdý  | Mackenzie McDonald | Marcelo Arévalo Mate Pavić | 2–6, 4–6 |

## Tituly na challengerech ATP a okruhu ITF
| Legenda                  |
| ------------------------ |
| D – dvouhra; Č – čtyřhra |
| Challengery (2 D; 0 Č)   |
| ITF (2 D; 1 Č)           |

### Dvouhra (4 tituly)
| Č. | datum         | turnaj                      | povrch    | poražený finalista | výsledek                |
| -- | ------------- | --------------------------- | --------- | ------------------ | ----------------------- |
| 1. | listopad 2022 | East Lansing, Spojené státy | tvrdý (h) | Alexander Kotzen   | 7–6(7–2), 6–1           |
| 2. | leden 2023    | Edmond, Spojené státy       | tvrdý (h) | Lucas Renard       | 6–7(5–7), 7–6(7–4), 6–1 |
| 3. | červenec 2023 | Chicago, Spojené státy      | tvrdý     | Juta Šimizu        | 7–5, 6–2                |
| 4. | listopad 2023 | Knoxville, Spojené státy    | tvrdý (h) | Denis Kudla        | 7–5, 4–6, 6–2           |

### Čtyřhra (1 titul)
| Č. | datum         | turnaj                      | povrch    | spoluhráč    | poražení finalisté        | výsledek |
| -- | ------------- | --------------------------- | --------- | ------------ | ------------------------- | -------- |
| 1. | listopad 2022 | East Lansing, Spojené státy | tvrdý (h) | Learner Tien | Joshua Goodger Emile Hudd | 6–4, 6–3 |

## Finále na juniorském Grand Slamu

### Čtyřhra juniorů: 2 (1–1)
| Stav      | rok  | turnaj          | povrch | spoluhráč             | soupeři ve finále            | výsledek      |
| --------- | ---- | --------------- | ------ | --------------------- | ---------------------------- | ------------- |
| Finalista | 2022 | Australian Open | tvrdý  | Adolfo Daniel Vallejo | Bruno Kuzuhara Coleman Wong  | 3–6, 6–7(3–7) |
| Vítěz     | 2022 | Wimbledon       | tráva  | Sebastian Gorzny      | Gabriel Debru Paul Inchauspé | 7–6(7–5), 6–3 |